# Farewell to Reason
Farewell to Reason – książka Paula Karla Feyerabenda (pierwsze wydanie Verso, London-New York, 1987) poświęcona głównie dwóm kwestiom:
- krytyce ahistorycznego rozumu i racjonalności
- relatywizmowi badanemu na płaszczyznach epistemologicznej, kulturowej i antropologicznej.

Znaczenie tytułu wyjaśnia Feyerabend następująco:
Tytuł Farewell to Reason ma podwójne znaczenie: niektórzy myśliciele zakłopotani i wstrząśnięci złożonością historii powiedzieli rozumowi żegnaj i zastąpili go karykaturą; nie będąc w stanie zapomnieć tradycji … wciąż nazywali ową karykaturę rozumem (lub Rozumem przez duże R zgodnie z moją terminologią). Rozum odniósł wielki sukces wśród filozofów, którzy nie lubili złożoności, oraz wśród polityków (technokratów, bankierów, itp.), którzy nie dbają nawet o odrobinę klasy w swojej walce o dominację nad światem. Dla pozostałych, czyli praktycznie dla nas wszystkich, jest to porażka. Czas byśmy Rozumowi powiedzieli do widzenia. ... Na szczęście prawdą jest, że jest i zawsze był rozum (przez małe „r”). 
Zamierzeniem tym nawiązuje do swoich wcześniejszych prac, a w szczególności do Against Method i Science in a Free Society:
W Przeciw metodzie twierdziłem, że tradycyjne ujęcia wiedzy naukowej i metody naukowej są błędne, i że naukowcy nie postępują „racjonalnie” w sensie nadawanym temu terminowi przez filozofów racjonalistów. W Science in a Free Society utrzymywałem, że nauki stanowią jedną z dróg uzyskiwania wiedzy o świecie i oddziaływania na niego, oprócz których istnieją jeszcze i inne sposoby, i że te „inne” sposoby są zadowalające w tym sensie, że wychodzą naprzeciw materialnym i duchowym potrzebom tych, którzy je stosują. Dodawałem również, że tak jak wszystkie instytucje w wolnym społeczeństwie i nauka winna być poddana demokratycznej kontroli. To podatnicy powinni decydować czego uczy się w publicznych szkołach i jak wydawać publiczne pieniądze: Czy, przykładowo, projekt ludzkiego genomu naprawdę zasługuje na te miliony dolarów, które kosztuje? Czy uczenie najnowszych naukowych trendów jako Prawdy jest najlepszym sposobem przygotowywania następnego pokolenia do życia? I w końcu w Farewell to Reason, twierdziłem, że kulturalna różnorodność „przynosi korzyści, podczas gdy jednorodność redukuje nasze radości i nasze (intelektualne, materialne i emocjonalne) zasoby”.
Autor silnie atakuje przekonanie, że istnieją uniwersalnie ważne i obowiązujące standardy wiedzy i racjonalnosci. Traktuje je jako szczególny przypadek przekonania, że istnieje właściwa droga życiowa, i świat należy tak skonstruować aby ją zaakceptował. Uważa, że przekonanie takie jest szkodliwe ponieważ to ono napędzało podboje muzułmańskie, towarzyszyło krzyżowcom w ich krwawych bitwach, było źródłem rewolucji i puczów. A także, że rozum i racjonalność są siłami podobnego rodzaju, i otoczone są taką samą aurą, jak bogowie, królowie, tyrani i ich bezlitosne prawa.
Wielu krytyków jego poglądy nazywało irracjonalizmem i relatywizmem. Z pierwszym określeniem się zgadza, zaś jeśli idzie o klasycznie pojmowany relatywizm, to sprawy się komplikują, bowiem, definiując relatywizm jako pogląd, że rzeczywistość składa się z wyraźnie rozdzielonych dziedzin (np. kultur), a każda z nich rządzi się swoimi własnymi regułami i kryteriami, jego filozofia, relatywizmem nie jest. Jego zdaniem kultury nie są takimi relatywistycznymi dominiami. Reagują one na zmiany tego, co wydarza się „poza ich granicami”, w związku z tym nawet ich podstawowe zasady mogą ulec zmianom. Wyciąga z tego Feyerabend trzy wnioski:
1. podstawowe zasady kultury są wieloznaczne;
2. potencjalnie każda kultura zawiera w sobie wszystkie kultury;
3. zarówno obiektywizm jak i relatywizm są chimerami.

## Treść poszczególnych rozdziałów

### Rozdział 1: Notes on Relativism
Relatywizm jest dla Feyerabenda próbą usensownienia zjawiska kulturowej różnorodności. Jako zjawisko kulturowe sięga on późnej Epoki Brązu na Bliskim Wschodzie, skąd dostał się do Grecji.

Wyróżnia on i bada następujące odmiany relatywizmu:
- relatywizm praktyczny – dotyczy sposobu, w który poglądy, zwyczaje i tradycje różne od naszej własnej mogą wpływać na nasze życie;
- relatywizm filozoficzny – badający głównie pojęcia prawdy, rzeczywistości i racjonalności;
- relatywizm demokratyczny – zgodnie z którym różne państwa i społeczeństwa w różny sposób mogą patrzeć na świat i na samą demokrację;
- relatywizm epistemiczny – badający status wiedzy.

### Rozdział 2: Reason, Xsenophanes and the Homeric gods
Przedstawia tu Ksenofanesa, jako Pierwszego Zachodniego Intelektualistę i Jego krytykę tradycji, a w szczególności bogów Homera, która zyskała rozgłos u autorów tak różnych jak Eliade, Popper czy Schachermayr. Ksenofanes pierwszy wskazuje na podstawową nieuczciwość wszystkich Racjonalistycznych filozofii: wprowadzają one dziwaczne twierdzenia, które ani nie budzą zaufania, ani nie są dobrze uzasadnione, po to aby później wyśmiać oponentów za utrzymywanie odmiennych poglądów.

### Rozdział 3: Knowledge and the role of Theories
Powszechnie przyjmuje się, że wiedza winna być oparta na uniwersalnych zasadach lub teoriach. W kontekście tego twierdzenia stawia on trzy pytania:
- do czego odnoszą się owe teorie (czy opisują one charakterystyczne rysy 'obiektywnej rzeczywistości?,
- czy może tylko pomagają nam w przewidywaniu zdarzeń, których natura określana jest niezależnie?;
- na ile są one skuteczne (być może, że teorie, wzięte dosłownie, są zawsze nieadekwatne, a przypisywane im prawdziwe konsekwencje tworzone są przy pomocy korekcyjnych twierdzeń ad hoc, zwanych aproksymacjami?); i w jaki sposób są używane?.

Po uzyskaniu odpowiedzi na te pytania zapytać należy, czy sukcesy fizyki, astronomii czy biologii molekularnej sugerują, że medycyna, obrona narodowa czy nasze związki z innymi kulturami powinny zawierać porównywalnie obiektywne i abstrakcyjne zasady.

### Rozdział 4: Creativity
Jeśli rzeczywistość opisywana jest przez teorie, które nie tylko obowiązują niezależnie od ludzkiego życia, oraz nie zawierają żadnych jego charakterystycznych rysów, to jak, zastanawia się Feyerabend, jest w ogóle możliwe dotarcie do rzeczywistości? Próby dostarczenia Racjonalnego wyjaśnienia owego pomostowego procesu (teorie indukcji i konfirmacji, idealizm transcendentalny) zakończyły się niepowodzeniem. Zdają się one również zamieniać uczonych w maszyny uogólniające i przetwarzające dane. Wtedy mistrzowie teorii zasugerowali proste rozwiązanie: uczeni są jak artyści: uchwytują rzeczywistość w seriach cudów zwanych twórczymi skokami. Rozdział 4 pokazuje, że nawet dla sztuki takie rozwiązanie jest jedynie karykaturą. Nie jest ono również potrzebne: potraktowanie nauki jako części historii usuwa, przeznaczone uprzednio do rozwiązania, problemy indywidualnej twórczości.

### Rozdział 5: Progress in Philosophy, the Sciences and the Arts
Potraktowanie nauki jako części historii usuwa problemy indywidualnej twórczości. Usuwa to również pozorną różnicę między naukami i sztukami. Płynące stąd konsekwencje dla idei postępu przedstawione są w rozdziale 5: Opinie wydawane o postępie są opiniami względnymi w obydwu przypadkach.

### Rozdział 6: Trivializing Knowledge: Comments on Popper's Excursions into Philosophy
Pokazuje tu Feyerabend, że uniwersalnie krytyczna filozofia, taka jak Poppera, również pozbawiona jest podstaw – niczego nie wyklucza – lub też usuwa idee i blokuje działania, które chcielibyśmy zachować. Pustosłowie lub przeszkody – oto alternatywy otwarte dla Poppera, z których na zmianę korzysta w zależności od tego od jakiego rodzaju krytyki chce się uchylić. Przykładowo nie jest przeciwnikiem stosowania 'pewnych form imperializmu' przeciwko ludziom, którzy opierają się przyjęciu wspaniałego gmachu zachodniej cywilizacji.

### Rozdział 7: Mach's theory of research and its relation withEinstein
Czy istnieją takie filozofie nauki – pyta Feyerabend – które dają zrozumienie bez usuwania idei i działań mogących przyczynić się do rozwoju wiedzy? Przykładem jest filozofia Ernsta Macha, który uczynił wkład do fizyki, fizjologii, historii nauki, historii idei i w ogóle do filozofii. Mach miał żadnych trudności w badaniu tak szerokiego spektrum problemów, ponieważ żył i działał zanim Koło Wiedeńskie przedefiniowało i drastycznie ograniczyło nasz obraz nauki. Nauka dla Macha była historyczną tradycją. Używał opowieści a nie abstrakcyjnych modeli do wyjaśnienia jej rozwoju i przygotowania uczonych do ich zadań. Najważniejszy, zdaniem Feyerabenda, jest jego wkład do konstruowania teorii – połączył on historyczne, teoretyczne i psychologiczne rozważania dostarczając tym samym modelu dla Einsteinowskich metod badania. Mówiąc językiem materializmu dialektycznego Mach dał materialistyczne wyjaśnienie wzrostu (naukowej) wiedzy.
Mach nie by jedyną ofiarą ideologicznie motywowanej ignorancji. Arystoteles, wiodący kościelni teoretycy z czasów Galileusza, oraz, w naszym wieku, Niels Bohr, to kolejne przykłady.

### Rozdział 8: Some Observations on Aristotle's Theory of Mathemastics and of the Continuum
Rozdział ten pokazuje, na pierwszy rzut oka paradoksalną tezę, że pogląd na przestrzeń utrzymywany przez uczonych od czasów Galileusza do Weyla był krokiem w tył w porównaniu z wynikami Arystotelesa.

### Rozdział 9: Galileo and the Tyranny of Truth
Rozdział ten analizuje często cytowany i dyskutowany list Bellarmino w świetle starożytnej debaty dotyczącej autorytetu wiedzy eksperta. Pokazuje tam Feyerabend, że stanowisko kościoła było bardziej postępowe i humanitarne niż to się na ogół przypuszcza.

### Rozdział 10: Putnam on Incomensurability
Rozdział ten przedstawia dyskusję nad tym jakie trudności dla różnych tradycji teoretycznych – i dla Hilarego Putnama, jednego z jej obrońców – tworzy zjawisko niewspółmierności.

### Rozdział 11: Cultural Pluralism or Brave New Monotony?
Rozdział ten stanowi część wkładu Feyerabenda do debaty zainicjowanej przez Columbia School of Architecture dotyczącej rzekomego chaosu we współczesnej myśli filozoficznej. Kwestionuję tu Feyerabend zarówno diagnozę (być może, że istnieje narastający chaos na wydziałach filozoficznych, lecz z całą pewnością w świecie zaobserwować można narastającą uniformizację) jak i samo rozwiązanie. Swoje stanowisko pointuje następująco:
współpraca nie potrzebuje dzielącej ideologii.

### Rozdział 12: Farewell to Reason
Rozdział ten jest podsumowaniem jego poglądów na naukę i kwestie społeczne. Zwięźle wyraża to tak:
Przedmiotem moich zainteresowań nie jest ani racjonalność, ani nauka, ani wolność – tego typu abstrakcje wyrządziły więcej zła niż dobra – lecz jakość życia jednostek ludzkich. Jakość ta poznana musi być za pomocą osobistego doświadczenia zanim poczynione zostaną jakiekolwiek sugestie dotyczące jego zmiany. Innymi słowy mówiąc: sugestie dotyczące zmiany pochodzić powinny od przyjaciół, a nie od chłodnych „myślicieli”. Nastał już czas aby zaprzestać racjonalizowania życia ludzi, których nigdy się nie widziało, najwyższy już czas aby rozstać się z przekonaniem, że „ludzkość” (cóż za pretensjonalna generalizacja) może być zbawiona przez grupy ludzi zasiadających w dobrze klimatyzowanych gabinetach, czas już aby stać się skromnymi i zwrócić się, niczym potrzebujący wskazówek ignorant, do tych, co do których przypuszcza się, że ich idee okazać się mogą pomocne, lub innymi słowy, niczym żebrak, a nie jak bóstwo do Biednego, Chorego i Niewiedzącego.